# Wolfgang Schulze (Sprachwissenschaftler)
Wolfgang Matthias Schulze (* 29. Januar 1953 in West-Berlin; † 13. April 2020 in München) war ein deutscher Sprachwissenschaftler.

## Leben
Schulze besuchte 1958–60 die Elementarschule im französischen Barbizon, 1960–62 die internationale Schule in Fontainebleau, 1962–63 die Grundschule in Langenhagen bei Hannover. 1963 wechselte er auf das Gymnasium Adolfinum in Bückeburg, 1965 an das Ernst-Schlee-Gymnasium in Hamburg, 1970 ans Helmholtz-Gymnasium Bonn, wo er 1972 die Abiturprüfungen bestand. An seine Schulzeit schloss er einen zweijährigen Dienst bei der Bundeswehr an.
Von 1974 bis 1981 studierte Schulze an der Rheinischen Friedrich-Wilhelms-Universität Bonn Allgemeine Sprachwissenschaft, Indogermanistik, Germanistik, Orientalistik, Semitistik und Ägyptologie. 1976 erwarb er das Übersetzer-Diplom für das Arabische. Von 1975 bis 1979 war Schulze studentische bzw. wissenschaftliche Hilfskraft am Sprachwissenschaftlichen Institut. 1981 wurde er mit dem Prädikat „summa cum laude, valde laudabilis“ in der Allgemeinen Sprachwissenschaft promoviert und beteiligte sich bis 1982 an dem von der Deutschen Forschungsgemeinschaft geförderten Projekt „Sprachwissenschaftliches Wörterbuch“ unter Johann Knobloch. 1982–84 arbeitete er als wissenschaftlicher Mitarbeiter mit Winfried Lenders am vom Bundesministerium für Bildung und Forschung geförderten Projekt „Aufbau einer kumulierten Wortdatenbank für das Deutsche“. 1983–87 war er Lehrbeauftragter für Sprachwissenschaft. 1985 erhielt er ein Habilitationsstipendium der Deutschen Forschungsgemeinschaft (bis 1987). 1988 ging er als Lektor des DAAD ans Collège de France in Paris.
1989 habilitierte er sich in Bonn für Vergleichende Sprachwissenschaft und wurde Privatdozent, 1991 erhielt er die Lehrbefugnis für Allgemeine Sprachwissenschaft. 1990–91 war er gleichzeitig Lehrbeauftragter der Allgemeinen Sprachwissenschaft am Centre de recherches sur le traitement automatique des langues in Paris und freier Mitarbeiter beim Observateur des industries de la langue. 1991–92 vertrat er den Lehrstuhl für Allgemeine Sprachwissenschaft an der Ludwig-Maximilians-Universität München und wurde 1992 zum ordentlichen Professor ernannt.

## Forschungsschwerpunkte
Neben zahlreichen Feldern der Allgemeinen Sprachwissenschaft, der allgemeinen und speziellen Grammatiktheorie und der Typologie beschäftigte sich Schulze auch mit einzelnen Sprachen, wie den kaukasischen Sprachen Udi und Kaukasisch-Albanisch.

## Festschrift
Im Jahr 2018 wurde Schulze eine Festschrift zum 65. Geburtstag gewidmet. Sie wurde als Sonderausgabe der Zeitschrift International Journal of Diachronic Linguistics and Linguistic Reconstruction mit insgesamt 18 Beiträgen herausgegeben. In Anspielung auf seine Monographie Person, Klasse, Kongruenz von 1998 wurde sie Klasse Person genannt.

## Nachruf
Im Jahr 2020 veröffentlichte Jost Gippert einen Nachruf auf Wolfgang Schulze in der Zeitschrift Iran and the Caucasus.
Im selben Jahre brachte die Slowakische Zeitschrift für Germanistik einen Nachruf von Nadežda Zemaníková heraus.